# Jabłońskie (województwo warmińsko-mazurskie)
Jabłońskie (niem. Jeblonsken) – wieś w Polsce, położona w województwie warmińsko-mazurskim, w powiecie gołdapskim, w gminie Gołdap.
| SIMC    | Nazwa    | Rodzaj    |
| ------- | -------- | --------- |
| 0758642 | Nowosady | część wsi |

Siedziba sołectwa Jabłońskie, w skład którego wchodzą również Włosty i Rostek. 
Do 1954 roku miejscowość była siedzibą gminy Jabłońskie. W latach 1975–1998 miejscowość administracyjnie należała do województwa suwalskiego.
Podczas akcji germanizacyjnej nazw miejscowych i fizjograficznych (tzw. chrzty hitlerowskie) utrwalona historycznie nazwa niemiecka Jeblonsken została w 1938 r. zastąpiona przez administrację nazistowską sztuczną formą Urbansdorf.
W Jabłońskich funkcjonuje Szkoła Podstawowa oraz przedszkole, w której uczy się ok. 30 dzieci. 